# Литл Джо-1B
«Литл Джо-1B» (англ. Little Joe 1B, сокр. LJ-1B) — испытательный пуск в интересах проверки системы аварийного спасения американского космического корабля «Меркурий», проведённый в рамках одноимённой пилотируемой программы НАСА.
Корабль был запущен 21 января 1960 года с помощью ракеты-носителя «Литл Джо-1» со стартовой площадки LA-1 на острове Уоллопс в штате Вирджиния.

## Старт
«Литл Джо-1B» стартовал с острова Уоллопс, Вирджиния, с обезьяной макакой-резус по имени 'мисс Сэм' на борту, достиг высоты 14 км. Задачи этого полёта были те же, что у «Литл Джо-1» (LJ-1), в котором башня системы аварийного спасения (САС) сработала за 31 минуту до запланированного старта и такие же как у «Литл Джо-1A» (LJ-1A), у которого ускорение системы аварийного спасения (САС) при аварийном отказе было слишком низко. Также было проведено физиологическое исследование примата, особенно в ситуациях, когда происходил эффект быстрого начала обратного ускорения из-за отказа двигателя при максимальном динамическом напоре. Кроме того, был осуществлён вертолётный поиск приземлившегося корабля «Меркурий». Во время полёта вся автоматика работала по заложенному алгоритму; космический корабль достиг высоты в 14 км, улетел на расстояние 19 км, с максимальной скоростью 3307 км/ч. Через тридцать минут после запуска, вертолёт поиска вернул космический корабль и его обитателя на остров Уоллопс. 'Мисс Сэм' была в хорошем состоянии, цели испытания были успешно выполнены.

## Галерея

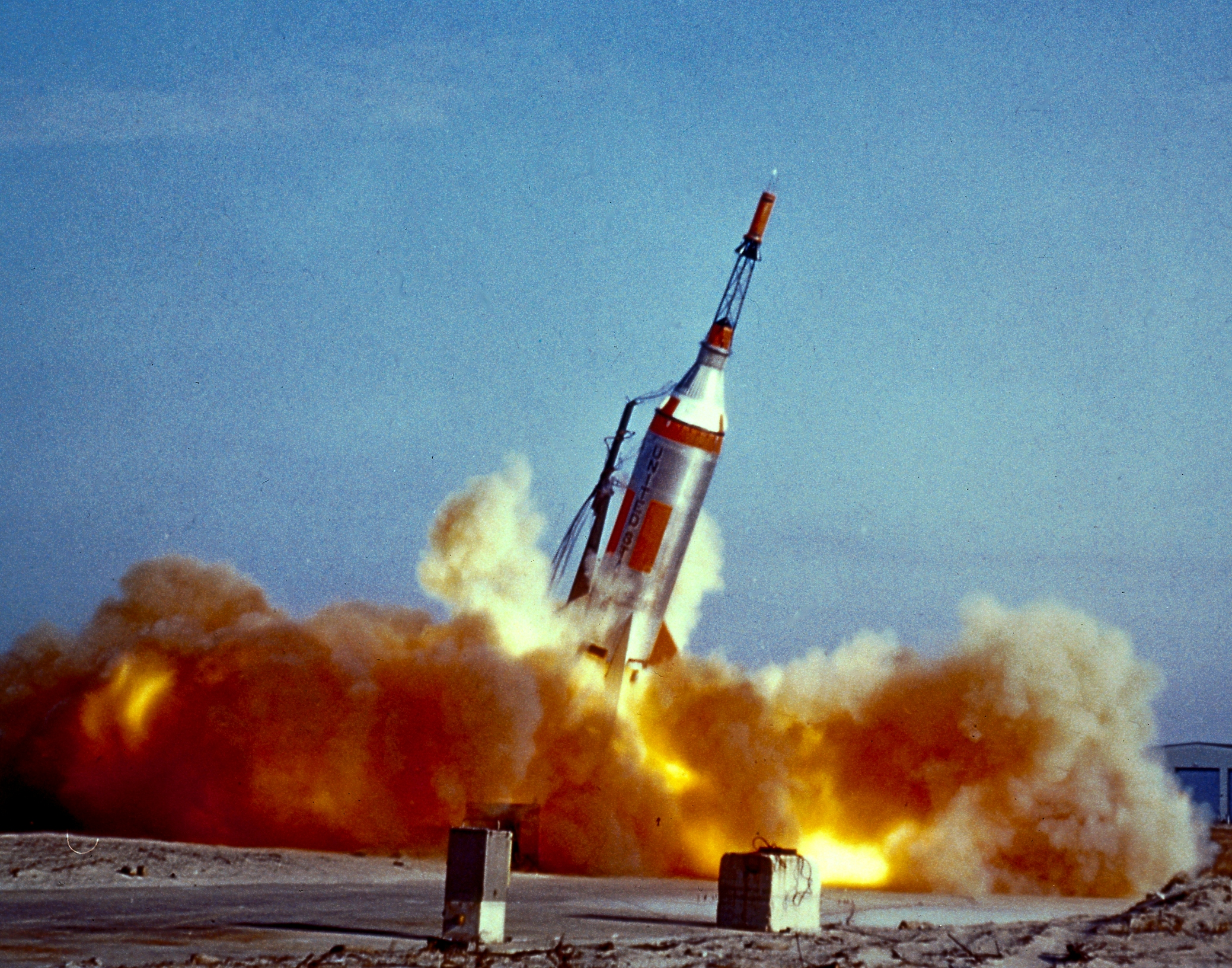
Литл Джо-1B стартует.
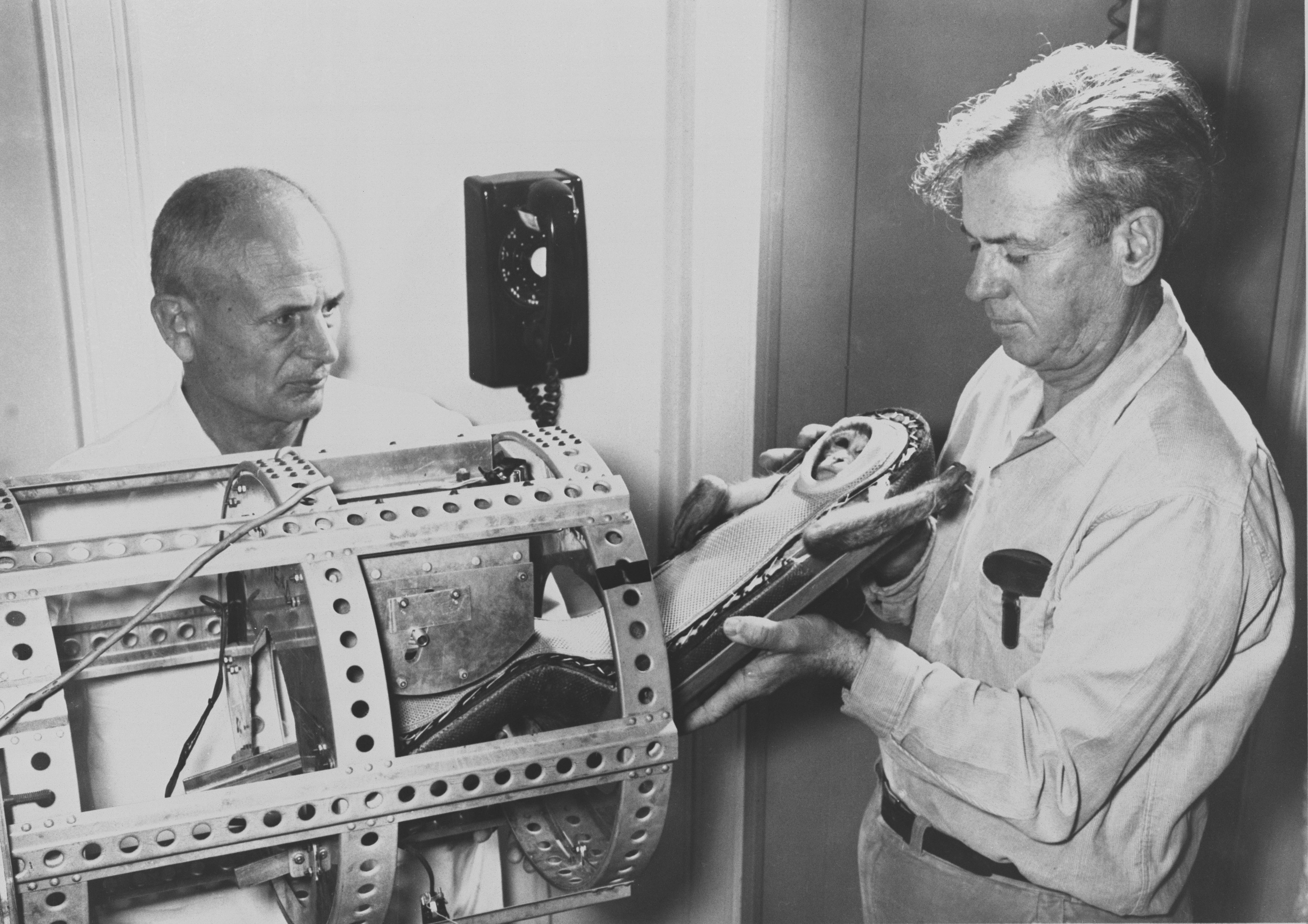
Мисс Сэм со стекловолоконной кушеткой.